# 永遠のブルースマン
『永遠のブルースマン』（原題：I'm a Bluesman）は、アメリカ合衆国のブルース・ミュージシャン、ジョニー・ウィンターが2004年に発表したスタジオ・アルバム。

## 背景
本作のレコーディングでウィンターと初共演を果たしたセカンド・ギタリストのポール・ネルソンは、以後もウィンターの死去に至るまでレコーディングやツアーを支え続け、更にウィンターのマネージャーも務めた。
レコーディング当時、ウィンターの体調は著しく悪化しており、ネルソンは「彼の声がおかしくなっている」と感じるほどだったという。そして、ネルソンはレコーディング終了後にはウィンターの体調管理にも努め、最終的にメサドン等の薬物の服用や飲酒をやめさせることに成功した。

## 反響・評価
アメリカでは総合アルバム・チャートのBillboard 200入りは果たせなかったが、『ビルボード』のブルース・アルバム・チャートでは7位に達した。
第47回グラミー賞では最優秀コンテンポラリー・ブルース・アルバム賞にノミネートされた。Richie Unterbergerはオールミュージックにおいて5点満点中3点を付け「確かに率直なブルース・ロック作品で、ロック色よりもブルース色が強調されている」「最も素晴らしい瞬間をもたらしているのは、アコースティック曲"That Wouldn't Satisfy"である」と評している。

## 収録曲
1. 永遠のブルースマン - "I'm a Bluesman" (Paul Nelson, Scott Spray) - 4:12
2. 裏切りのブルース - "Cheatin' Blues" (Tom Hambridge) - 3:22
3. 煙の匂い - "I Smell Smoke" (Roger Reale, Jon Tiven, Sally Tiven) - 3:57
4. 一匹狼 - "Lone Wolf" (T. Hambridge) - 3:29
5. 溢れる愛 - "So Much Love" (Jon Paris) - 3:22
6. モンキー・ソング - "The Monkey Song" (Ken Howell) - 6:13
7. シェイク・ダウン - "Shake Down" (P. Nelson, S. Spray) - 4:02
8. 可愛いベイビー - "Sweet Little Baby" (Johnny Winter) - 2:48
9. 荷物をまとめろ - "Pack Your Bags" (P. Nelson, S. Spray) - 4:04
10. ラスト・ナイト - "Last Night" (Freddie Scott, Roger Reale, Jon Tiven) - 3:12
11. 満足できない - "That Wouldn't Satisfy" (Hop Wilson) - 4:08
12. 砂糖まみれの愛 - "Sugar Coated Love" (Jay Miller) - 4:00
13. 俺ともう一度 - "Let's Start All Over Again" (J. Winter, James Montgomery) - 4:23

### 日本初回盤(VJCP-68507)ボーナス・トラック
1. 茨の道へ - "Headed for Hard Times" (Fred James, Mary-Ann Brandon) - 4:15

## 参加ミュージシャン
- ジョニー・ウィンター - ボーカル、ギター、スライドギター
- ポール・ネルソン - リズムギター(#1, #6, #7, #9, #10)
- マイク・ウェルチ - リズムギター(#2, #3)
- サル・バグリオ - リズムギター(#4)
- トム・ウェスト - ハモンドオルガン(#2)
- リース・ワイナンス - キーボード(#3)
- スコット・スプレイ - ベース(#1, #5, #6, #7, #8, #9, #10, #12, #13)
- ブラッド・ハーレン - ベース(#2)
- トミー・マクドナルド - ベース(#3, #4)
- ウェイン・ジューン - ドラムス(#1, #5, #6, #7, #8, #9, #10, #13)
- トム・ハンブリッジ - ドラムス(#2, #3, #4, #12)、パーカッション(#3)、バックグラウンド・ボーカル(#4)
- ジェームズ・モンゴメリー - ハーモニカ(#5, #6, #10, #13)